# Forte de Santa Catarina do Cabedelo
O Forte de Santa Catarina do Cabedelo, popularmente conhecido como Fortaleza de Santa Catarina, localiza-se sobre uma elevação arenosa ("cabedelo" = pequeno cabo) à margem direita da barra do rio Paraíba, atual município de Cabedelo, no litoral do estado da Paraíba, no Brasil.
Distante dezoito quilômetros do centro de João Pessoa, representa um testemunho vivo das lutas contra os invasores holandeses da Região Nordeste à época do Brasil Colônia.

## História

### Antecedentes
A sua primitiva estrutura é confundida ora com o Forte de São Filipe (1584) (GARRIDO, 1940:60), ora com o Forte de Nossa Senhora das Neves (1585) (SOUZA, 1885:78), com a mesma função de defesa da barra do rio Paraíba do Norte e da povoação de Filipeia de Nossa Senhora das Neves (atual João Pessoa), na primitiva Capitania da Paraíba.

### O Forte do Matos
BARRETTO (1958) remonta este forte, no Cabedelo, a 1586, guarnecido por 220 homens sob o comando do capitão João de Matos Cardoso, denominando o Forte do Cabedelo como Forte do Matos, dando-o como artilhado com dezoito peças (op. cit., p. 114). O contexto de sua construção é o do domínio da Dinastia Filipina, em Portugal.

### O Forte de Santa Catarina
Em "taipa e area solta", esta primitiva estrutura foi arrasada durante o governo de André de Albuquerque por um ataque combinado de corsários francesas e indígenas (1591), foi reconstruído a partir do ano seguinte, em alvenaria de pedra e cal. Foi concluído em 1597 sob a invocação de Santa Catarina de Alexandria, padroeira da Capela do forte, e em homenagem a Dona Catarina de Portugal, Duquesa de Bragança. Nesse mesmo ano, uma esquadra de treze navios franceses desembarcou uma força de 350 homens, que atacaram o forte por terra (SOUZA, 1885:78). Durante a resistência ao assalto registrou-se a morte do comandante do forte, reassumindo o comando o Capitão João de Matos Cardoso (BARRETTO, 1958:114-115).
Em 1601 a sua guarnição era de um capitão comandante, um alferes, um sargento, um tambor, e vinte soldados armados com mosquetes; estava artilhado com três peças de bronze e nove de ferro. Em 1611, as peças de bronze foram refundidas em Pernambuco, e no ano seguinte, o seu efetivo era de 300 soldados armados com arcabuzes, a sua artilharia montando a onze peças (BARRETTO, 1958:116-117).

### O Forte Novo da Paraíba
Reconstruído em 1618 pelo Engenheiro-mor e dirigente das obras de fortificação do Brasil Francisco de Frias da Mesquita (1603-34), auxiliou a defesa de terra contra um desembarque holandês comandado pelo Almirante Boudewijn Hendricksz na altura da baía da Traição, em agosto de 1625. SILVA-NIGRA (1945) refere que esta estrutura foi levantada sob a invocação de São Luís (Forte de São Luís, Forte Novo da Paraíba) só sendo concluída em 1631-1632. Encontra-se cartografado por João Teixeira Albernaz, o velho, sob a legenda "E - Forte a que chamamos do Cabedelo" (mapa Paraíba ou rio de São Domingos. Livro que dá Razão do Estado do Brazil, c. 1616. Biblioteca Pública Municipal do Porto), e como Forte do Cabedelo (Mapa de Santo Agostinho à Paraíba, 1631. Mapoteca do Itamaraty, Rio de Janeiro), como um polígono quadrangular regular com baluartes pentagonais nos vértices.

### A invasão holandesa de Pernambuco
No contexto da segunda das Invasões holandesas do Brasil (1630-1654), a "Memória" de 20 de maio de 1630, oferecida ao governo neerlandês de Pernambuco por Adriaen Verdonck, refere-se a esta praça informando: "(...) na foz desse rio [que banha a cidade de Filipeia] há um forte em mau estado, com onze ou doze peças de ferro, chamado Cabedelo."
Ainda sob o comando do Capitão João de Matos Cardoso, em 1631, já com a invasão neerlandesa em progresso, o forte teve as suas defesas reforçadas, sendo guarnecido por duzentos homens e artilhado com dezoito peças (BARRETTO, 1958:117) de 10 libras, resistindo ao ataque de dezembro desse mesmo ano (16 navios, 1.300 homens sob o comando do Coronel Hartmann Gottfried von Stein Callenfels), no qual pereceu Jerônimo de Albuquerque Maranhão. As baixas neerlandesas ascenderam a duzentos mortos e cento e cinquenta feridos. Na ocasião, o forte estaria artilhado com quatorze peças de bronze e quarenta e duas de ferro. Após rechaçar o ataque neerlandês de 25 a 28 de fevereiro de 1634 (24 navios, 1.200 homens sob o comando de Sigismund van Schkoppe), sofreu melhorias sob a direção do engenheiro militar português Diogo Pais, passando a ser artilhada com seis peças de bronze e doze de ferro. Entretanto, uma nova frota neerlandesa (29 navios, 2.350 homens sob o comando de Schkoppe) chegou à Paraíba (3 de dezembro de 1634) e, durante o ataque ao forte iniciado no dia seguinte, veio a perecer o Capitão Matos, substituído no comando pelo Capitão Jerônimo Pereira (12 de dezembro de 1634; Francisco Peres de Souto, cf. BARRETTO, 1958:118), que perecendo a seu turno, foi substituído por Gregório Guedes Souto Maior. A 19 de dezembro uma frota neerlandesa vinda do Recife bloqueou a barra do rio Paraíba, alvejando o Forte de Santa Catarina, sitiado em seguida por tropas de terra. Ao mesmo tempo (23 de dezembro), caía o Forte de Santo Antônio que o apoiava, cruzando fogos da margem oposta na foz do rio Paraíba do Norte. A praça ainda resistiu por quinze dias, mas com as muralhas arrasadas, sem munição e com a artilharia danificada (dezoito peças), a guarnição rendeu-se com honras militares, entregando a cidade de Filipeia (e a Capitania da Paraíba) aos neerlandeses. A luta custou aos defensores oitenta e dois mortos e cento e três feridos.

### O Forte Margareth
BARLÉU (1974) descreve as providências do Conde Maurício de Nassau (1604-1679), quando de sua visita em 1637, confiadas a Elias Herckmans, diretor da Paraíba:
"Fez Maurício restaurar na Paraíba o forte arruinado do Cabedelo ou de Santa Catarina e guarnecê-lo com um fosso mais largo e mais fundo e, por cima, com uma coiraça. Mudou-lhe Nassau o nome para o de Margarida, como se chama sua irmã." (op. cit., p. 76)
O próprio Nassau, no "Breve Discurso" de 14 de janeiro de 1638, sob o tópico "Fortificações", informa:
"O forte do sul [da entrada da barra do rio Paraíba do Norte] foi inteiramente feito por nós: arrasou-se o velho forte de Santa Catarina, que era muito pequeno, acanhado e de pouca resistência, e, no mesmo lugar e por fora dele, levantou-se este outro. Para o lado de terra tem um bonito baluarte, cujas cortinas correm para a praia do mar, tendo de um e de outro lado um meio-baluarte que se fecham por uma tenalha; a sua circunferência é bastante espaçosa, e as suas muralhas belas e elevadas; mas por causa das areias movediças, como sucede em todas as praias, não se pode ter fossos profundos; de qualquer modo é de grande resistência. Antes do nosso governo foi este forte empreitado, estando muito adiantada a conclusão dele; mas fomos nós que pagamos a maior parte das despesas. Custou 31.000 florins."
Adriano do Dussen complementa, atribuindo-lhe uma guarnição de quatro companhias, com um total de 360 homens:
"Na Paraíba, no porto ou barra, há (...) no lado sul do mesmo, o forte Margareta, que se estende para o interior como um bastião, apresentando, no lado que olha para o interior do país, um belo baluarte no meio e dois meio-baluartes, cujas cortinas, partindo dos meio-baluartes, correm em direção ao rio pela sua margem, encerrando-se com uma bateria; uma tenalha liga as cortinas que se encaminham em direção ao rio. É uma obra bonita e forte, com um fosso consideravelmente profundo, uma forte estacada em torno da berma e uma boa contra-escarpa no lado externo do fosso. Neste forte estão 14 peças de bronze e 42 de ferro, a saber: 2 de bronze de 24 libras, das quais uma espanhola, 7 de bronze de 15 lb todas espanholas, 1 de 12 lb, 4 de 10 lb, espanholas, todas montadas; as de ferro são: 4 de 10 lb, 7 de 8 lb, 8 de 1 lb [sic], sendo que destas só há 23 montadas e ainda um morteiro grande, de bronze, montado." (Relatório sobre o estado das Capitanias conquistadas no Brasil, 4 de abril de 1640.)
BARLÉU (1974) transcreve o Relatório de Dussen: "(...) o [forte] de Margarida, muito sólido por todo o gênero de fortificações, tendo fosso, trincheira, parapeito, quatorze canhões de bronze e quarenta e dois de ferro;" (op. cit., p. 144) Transcreve idêntico efetivo de 360 homens (op. cit., p. 146). Com relação à estacada, foi esta determinada por Nassau na iminência do ataque de uma frota espanhola ao Nordeste brasileiro holandês (c. 1639):
"(...) Ele próprio [(Nassau)], dirigindo-se à Paraíba, mandou restaurar as fortificações arruinadas, providenciando cuidadosamente todo o necessário à defensão desta província. Muniu o forte de Margarida com uma paliçada por estarem secos os fossos, que as areias trazidas pelas enxurradas haviam enchido." (op. cit., p. 159)
Os neerlandeses perderam o controle da cidade de Frederica (Filipeia de Nossa Senhora das Neves) em 1645, ficando restritos à ocupação deste forte e do Forte de Santo Antônio. Quando da capitulação no Recife (1654), estes foram abandonados e reocupados por forças portuguesas comandadas pelo Coronel Francisco de Figueiroa.

### O atual forte

Planta do Forte de Santa Catarina do Cabedelo, onde: 1. Rio Paraíba; 2. Casa da Pólvora; 3. Quartel da Tropa; 4. Poço; 5. Casa do Comando; 6. Quartel dos Oficiais; 7. Capela; 8. Portão.

O forte foi ao longo do tempo se degradando a reconstrução do forte foi ordenada pelas Cartas Régias de 28 de novembro de 1689 e de 29 de agosto de 1697, reiterada por ordens a esse respeito datadas de 28 de agosto de 1699 (BARRETTO, 1958:119-120). A planta inicialmente traçada pelo Sargento-mor Pedro Correia Rebello, foi mais tarde revisada e ampliada pelo Engenheiro Luiz Francisco Pimentel. Apresentava formato de um polígono irregular, com dois bastiões e quatro vértices. Tinha fosso com entrada pelo mar, dotado de contra-muralha até à ponte. A entrada fazia-se através de portada em arco pleno e colunas de pedra regular, encimada por brasão de armas.
Com as obras ainda incompletas em 1702, a Carta-Régia de 23 de maio de 1709 ordenou a construção de dois baluartes e duas cortinas, com cantaria vinda do reino como lastro de navios. Nesta ocasião a estrutura já contava com Casa do Governador, Casa do Comandante, Casa da Pólvora, Quartéis para a tropa, Capela e cacimba de água, estando artilhada com quarenta e duas peças de ferro e bronze de diversos calibres. A 17 de maio de 1718 foram expedidas novas ordens, reiterando a conclusão das obras iniciadas (BARRETTO, 1958:20). Um relatório do Engenheiro Militar, Brigadeiro José da Silva Pais (outubro de 1722), relaciona as obras necessárias:
- Serviços de terraplenagem;
- Desentulho dos fossos;
- Parapeitos;
- Cortinas;
- Casa de Pólvora, à prova de bombas;
- Contra-escarpa;
- Estradas;
- Plataforma de lajes de pedra;
- Aquisição de 150 picaretas, 150 enxadas e pás de ferro,

das quais uma pequena parte foi executada em 1731, a saber:
- Cobertura do Corpo da Guarda;
- Abóbada do Portão;
- Quatro Quartéis;
- Casa do Comando;
- Casa do Governador,

o que foi aprovado por Provisão Régia de 4 de novembro de 1733. Em 1735 várias estruturas ainda não haviam sido erguidas, e várias das existentes já se encontravam arruinadas (BARRETTO, 1958:120-121). O relatório de 2 de novembro de 1798, do governador da Capitania da Paraíba ao governo da Capitania de Pernambuco, expôs o estado de ruína do forte:
- as muralhas sem reboco e sem parapeitos;
- a ponte sobre o fosso, arruinada;
- o fosso entulhado;
- o Portão principal estragado;
- a Capela em ruínas;
- a Casa do Governador e a Casa do Comando em mau estado;
- as paredes do Forte e dos Quartéis minadas por formigueiros (BARRETTO, 1958:121)

### O século XIX
Durante a Revolução Pernambucana (1817), morto o seu comandante José de Mello Muniz, que aderira aos revoltosos, foi utilizada como presídio político, recebendo, entre outros, José Peregrino Xavier de Carvalho. Tomou parte na Confederação do Equador (1824). O Mapa anexo ao Relatório do Ministério da Guerra de 1847 relacionou-a como em ruínas, artilhada com quarenta e seis peças inutilizadas (SOUZA, 1885:79). Em 1855, o Ministro da Guerra, Pedro de Alcântara Bellegarde, solicitou recursos para a sua recuperação. No ano seguinte (1856), o então Marquês de Caxias solicitou uma verba de 20:000$000 (vinte contos de réis) para repará-la (GARRIDO, 1940:61). Nessa época, foi visitada pelo Imperador D. Pedro II, sob festas e regozijo popular (1859), quando de sua visita a João Pessoa.

### O século XX

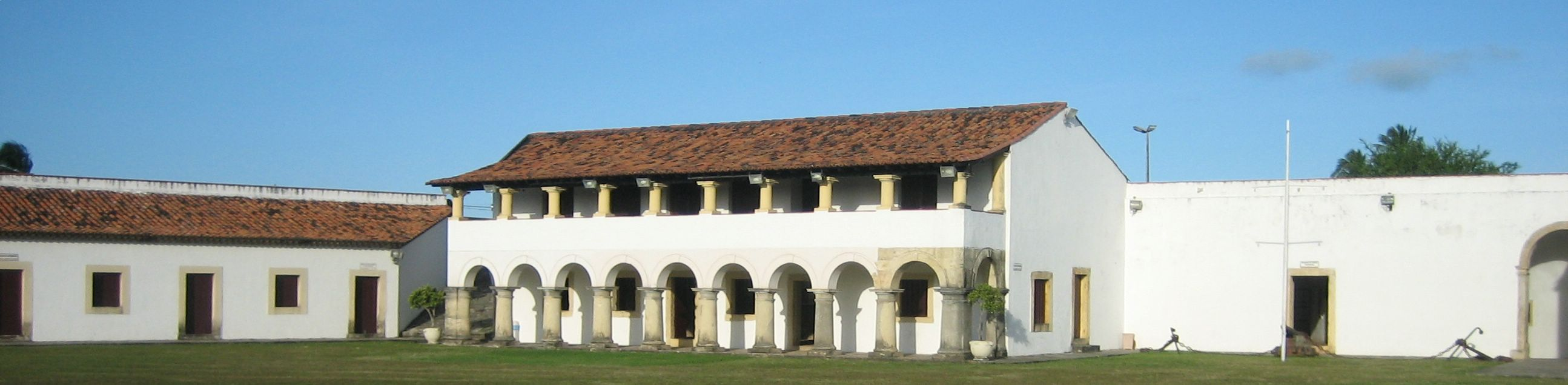
Forte de Santa Catarina do Cabedelo, Brasil: Casa do Comando e Quartel da Tropa.

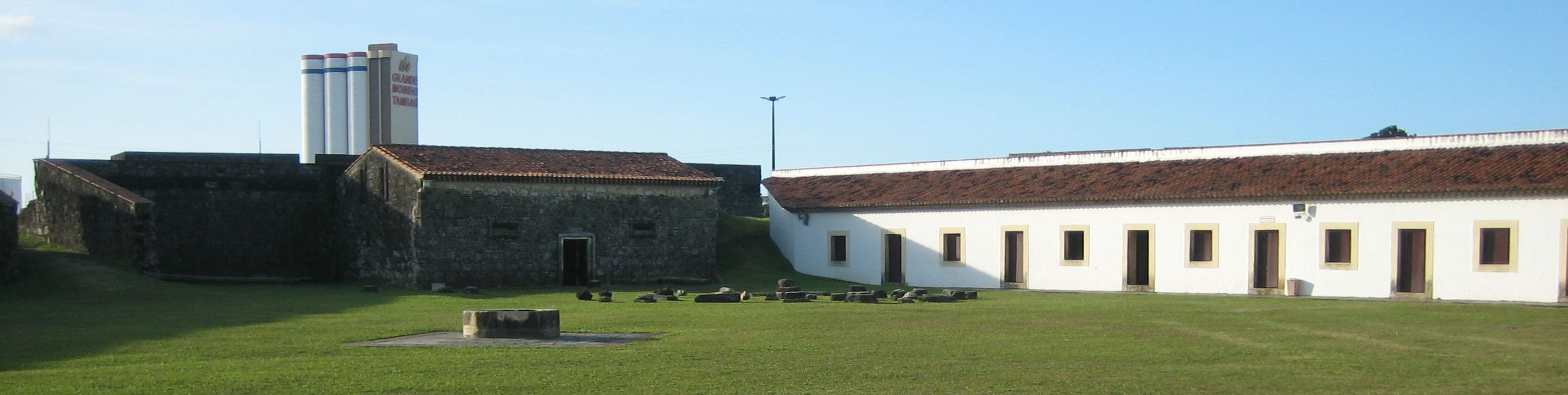
Forte de Santa Catarina do Cabedelo, Brasil: Casa da Pólvora e Quartéis.

GARRIDO (1940) informa que, em 1906 e em 1909, as suas muralhas começavam a ruir, inclusive pela erosão das águas, e que, em 1930, as velhas peças ainda troavam (op. cit., p. 61). O imóvel, de propriedade da União, encontra-se tombado pelo Instituto do Patrimônio Histórico e Artístico Nacional (IPHAN) desde 24 de maio de 1938.
Administrado pelo Governo do Estado da Paraíba, sofreu intervenção de restauro entre 1974 e 1978, de acordo com a planta do século XVIII, valorizando suas arcadas.
A partir de 1991 o imóvel passou a ser mantido pela Associação Artístico-Cultural de Cabedelo, sendo criada, a partir de 22 de dezembro de 1992 a Fundação Fortaleza de Santa Catarina, que atualmente o administra.
Recentemente, o forte entrou para a lista de museus do IBRAM devido a alguns testemunhos arqueológicos exibidos no interior da fortificação.